# Хорватские кружева

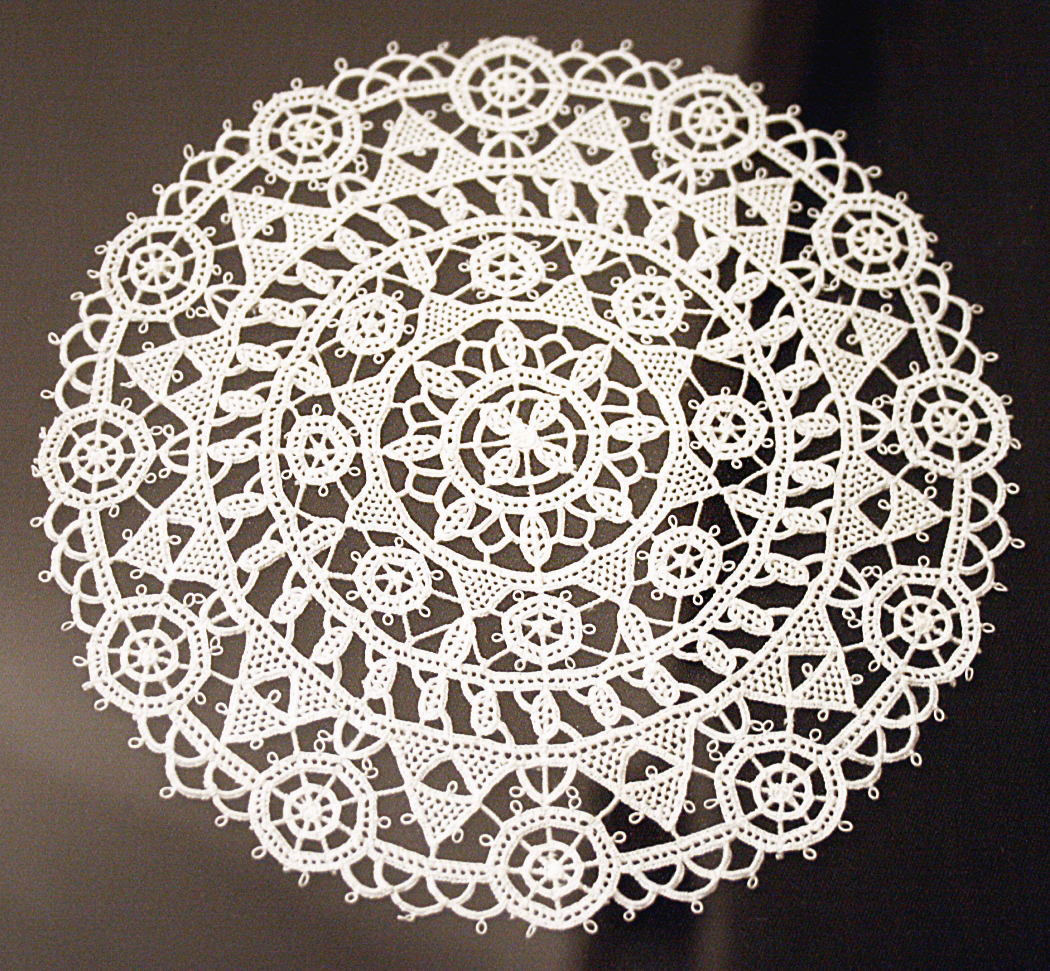
Кружева с Пага

Кружевоплетение в Хорватии — совокупность народных промыслов по изготовлению кружев в Хорватии. Традиция хорватского кружевоплетения восходит к эпохе Возрождения, когда кружева изготавливались во всём Средиземноморье и континентальной Европы. На протяжении многих лет хорватские кружева известны собственными оригинальными узорами и рисунками, характерными для этого региона.
С 2009 года традиции кружевоплетения Хорватии включены в Список нематериального культурного наследия ЮНЕСКО.

## Виды кружев

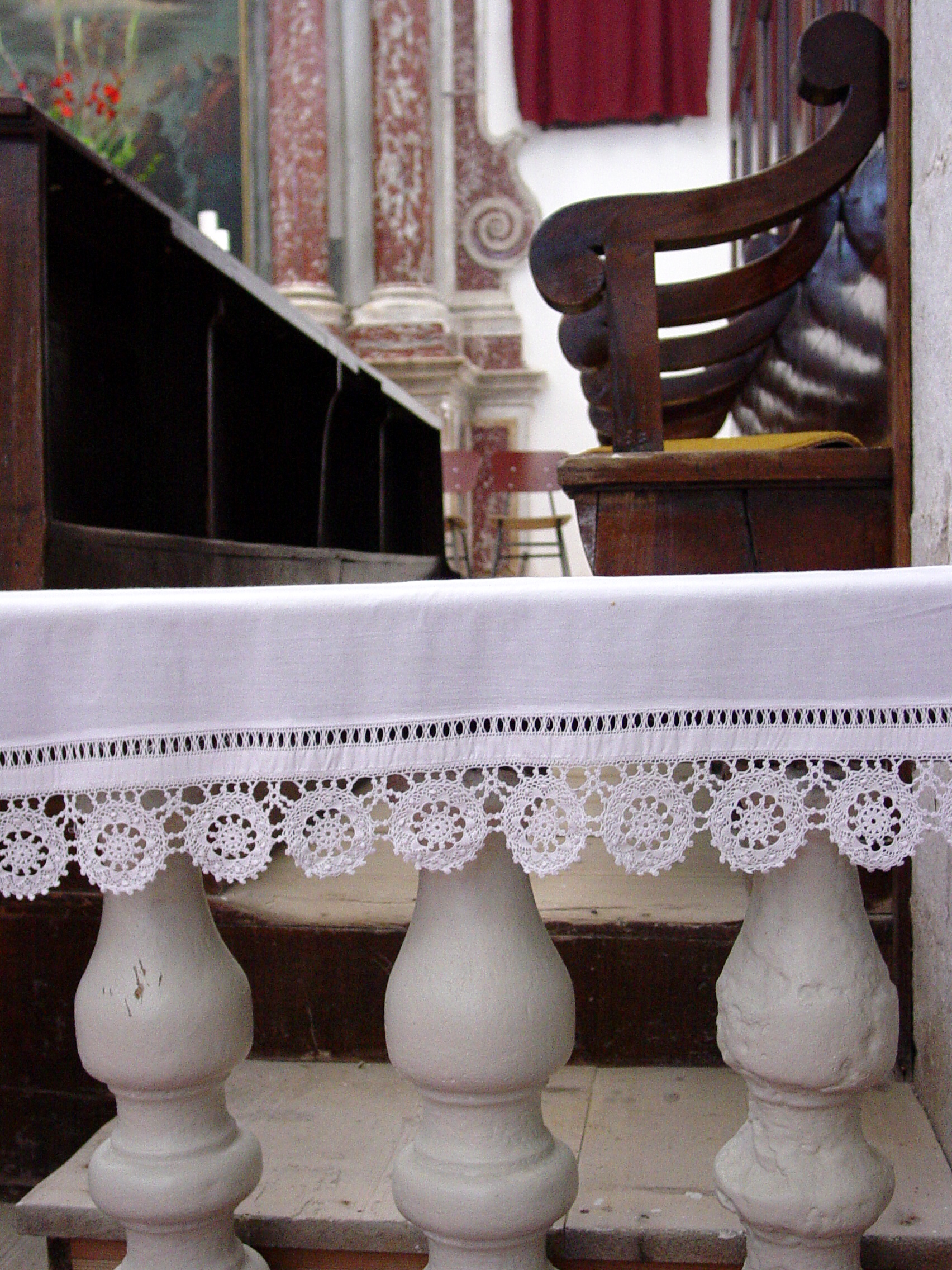
Собор Паг с местными кружева

### Пагскоеигольное кружево

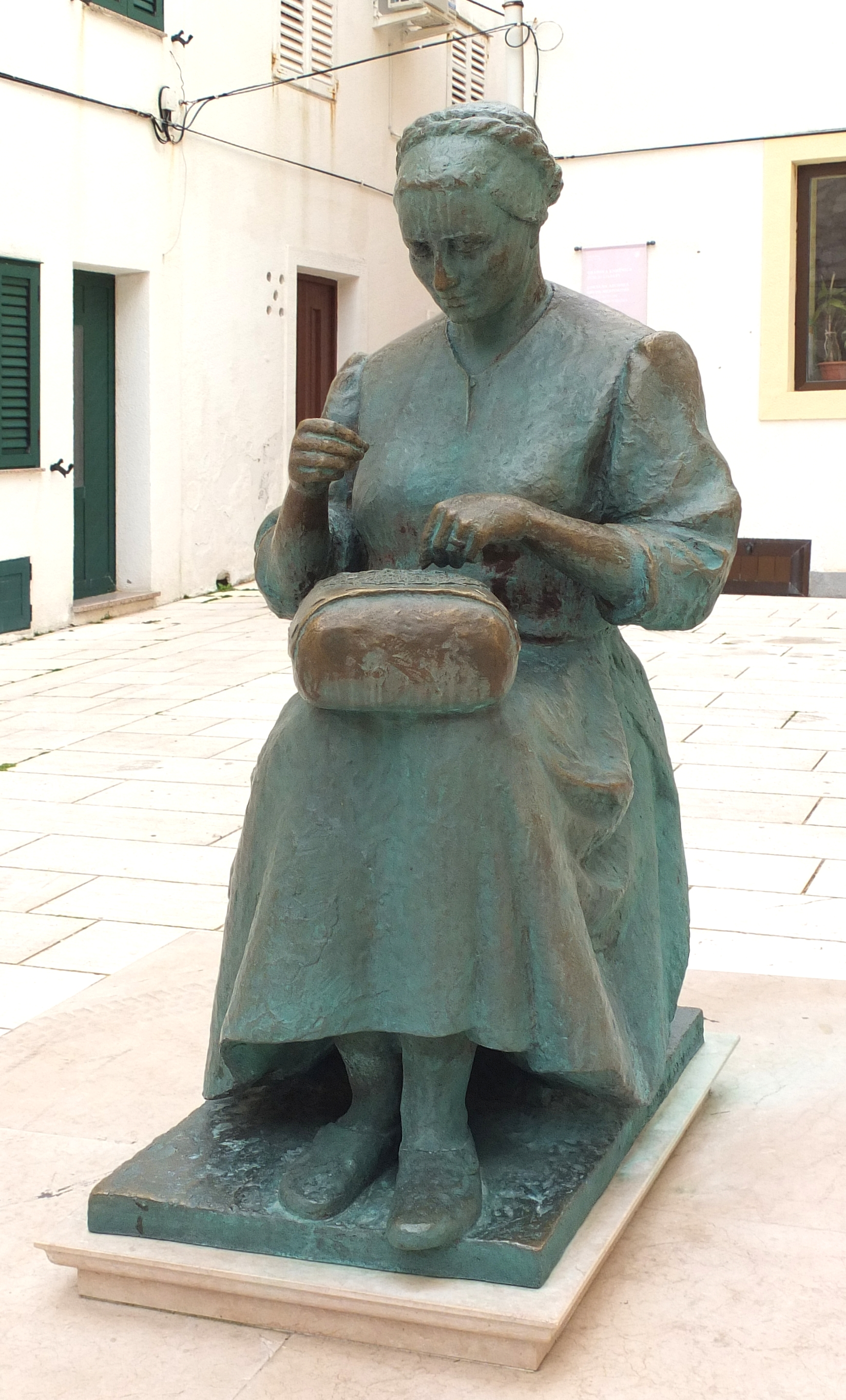
Бронзовая скульптура, изображающая пажскую кружевницу

Игольные кружева острова Паг представляют собой украшения в виде паутины с многочисленными геометрическими мотивами. Готовое изделие отличается большой прочностью и, в отличие от других хорватских кружев, его можно мыть.
Первое упоминание о кружеве с острова Паг датируется XV веком. Сегодня традиции изготовления кружев по-прежнему поддерживаются; на острове открыта школа обучения кружевоплетению.

### Лепоглавское коклюшечное кружево

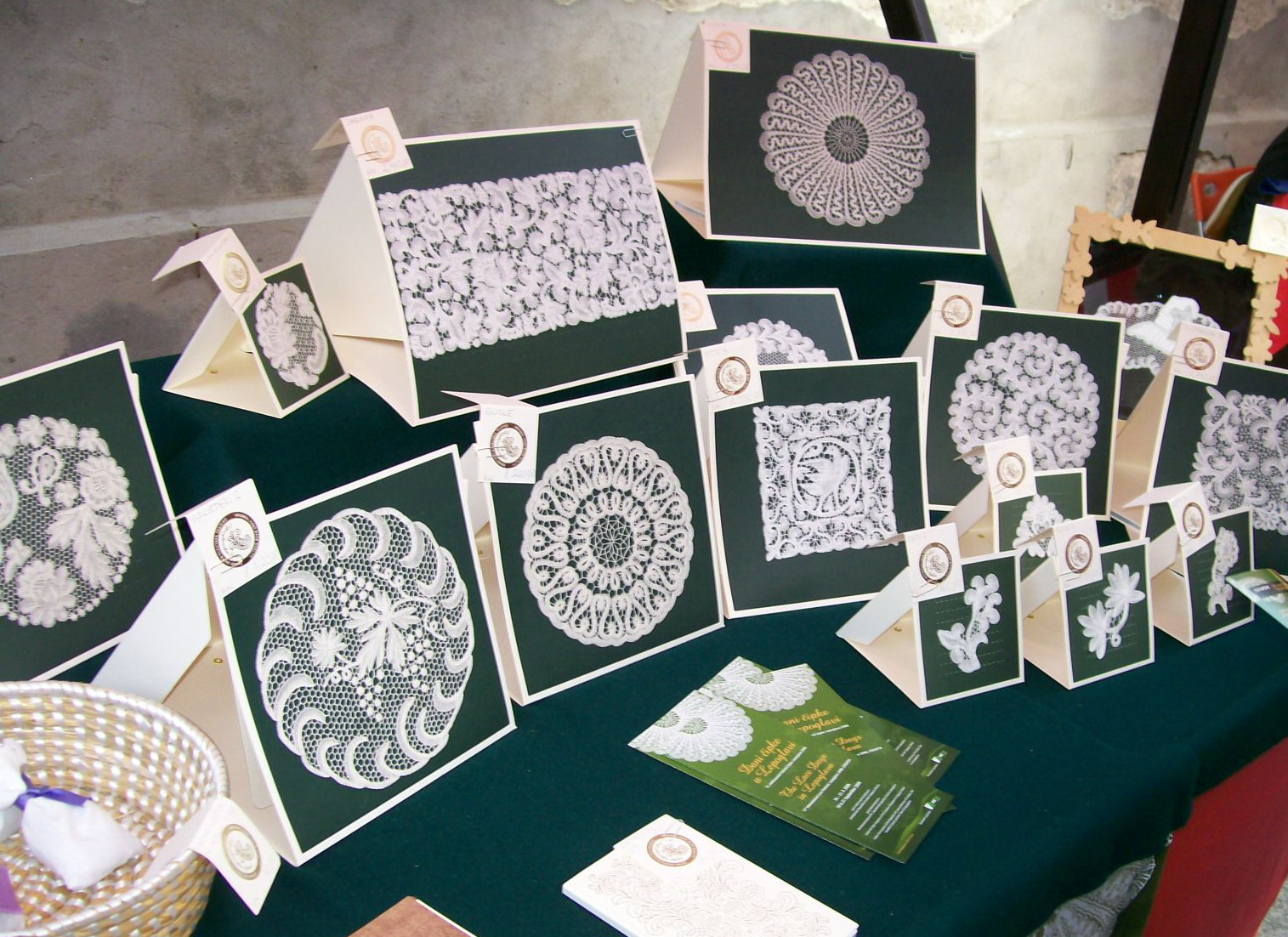
Кружева из Лепоглаве

В городе Лепоглава распространено плетения кружева на коклюшках. Структура лепоглавских кружев состоит из комбинации стилизованных геометрических, цветочных мотивов и узоров, а также изображений животных. Используется льняная или хлопчатобумажная нить белого цвета. Кружева могут быть разных форм и размеров.
Кружевоплетение в Лепоглаве начало активно развиваться в конце XIX века, достигнув своего «золотого века» в межвоенный период. В этот период кружева побеждали на многих конкурсах и международных выставках: в Париже в 1937 году они завоевали золотую медаль, а двумя годами позже в Берлине — бронзовую.
Ежегодно в сентябре в Лепоглаве проходит международный фестиваль кружева.

### Кружева из агавы острова Хвар
Промысел кружевоплетения на острове Хвар уникален тем, что нити для кружева извлекаются из листьев растущей на острове агавы, интродуцированной в XVI веке. Листья собирают в определённое время года, а затем специально обрабатываются для производства тонкой белой нити.
Кружева изготавливаются лишь монахинями бенедиктинского женского монастыря Святого Иоанна Крестителя и Святого Антония Великого в городе Хвар.

### Светомарское кружево
Светомарское кружево — разновидность хорватских кружев, центром промысла которых является село Света Мария в Меджимурской жупании.
Метод изготовления кружева кружева является нематериальным культурным достоянием Хорватии и делается из одной нити.